# Aedes bicristatus
Aedes bicristatus är en tvåvingeart som beskrevs av Thurman och Winkler 1950. Aedes bicristatus ingår i släktet Aedes och familjen stickmyggor.
Artens utbredningsområde är Kalifornien. Inga underarter finns listade i Catalogue of Life.